# أوغبا كالو
أوغبا كالو (بالإنجليزية: Ogba Kalu Nnanna)‏ (1 مارس 1984 في نيجيريا - ) هو لاعب كرة قدم نيجيري في مركز الوسط. لعب مع سبورتينغ غوا ونادي بونه ونادي تشرتشل براذرز ونادي ديمبو.

## وصلات خارجية
- أوغبا كالو على موقع قاعدة بيانات كرة القدم.إي يو (الإنجليزية)